# 나이지리아 올림픽 위원회
나이지리아 올림픽 위원회(영어: Nigeria Olympic Committee)는 나이지리아를 대표하는 국가 올림픽 위원회이다. IOC 코드는 NGR이다. 본부는 라고스에 있으며 아프리카 국가 올림픽 위원회 연합에 소속되어 있다.
1950년에 설립되었으며 1951년에 국제 올림픽 위원회의 승인을 받았다. 올림픽, 올아프리카 게임, 코먼웰스 게임을 비롯한 국제 스포츠 대회에 참가하는 나이지리아의 선수들을 대표한다.

## 같이 보기
- 올림픽 나이지리아 선수단